# Jüdischer Friedhof Westerrönfeld

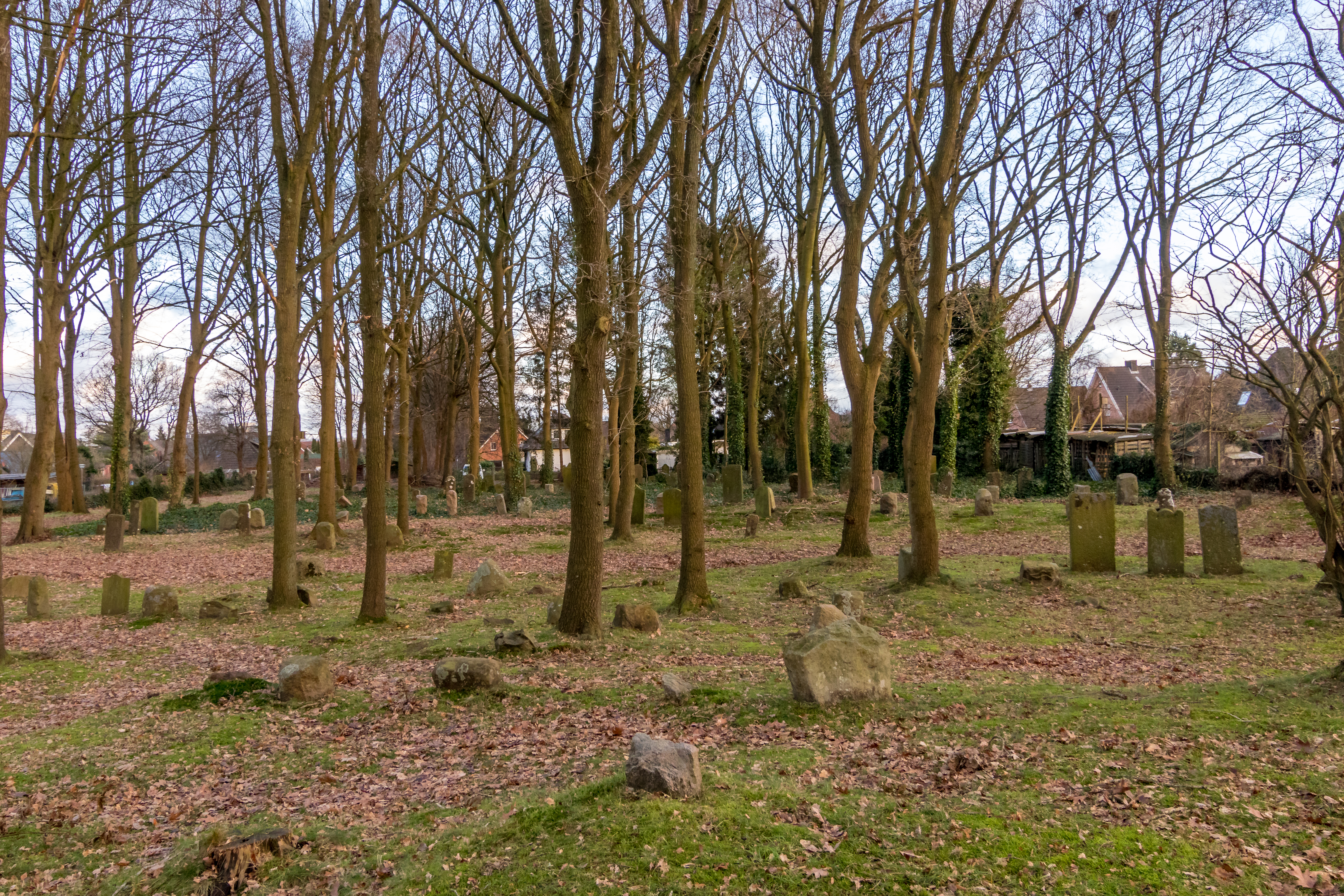
Jüdischer Friedhof Westerrönfeld

Der jüdische Friedhof Westerrönfeld ist ein jüdischer Begräbnisplatz in Westerrönfeld im Kreis Rendsburg-Eckernförde in Schleswig-Holstein. Verwaltet wird der Friedhof von der Jüdischen Gemeinde Kiel und Region.

## Geschichte

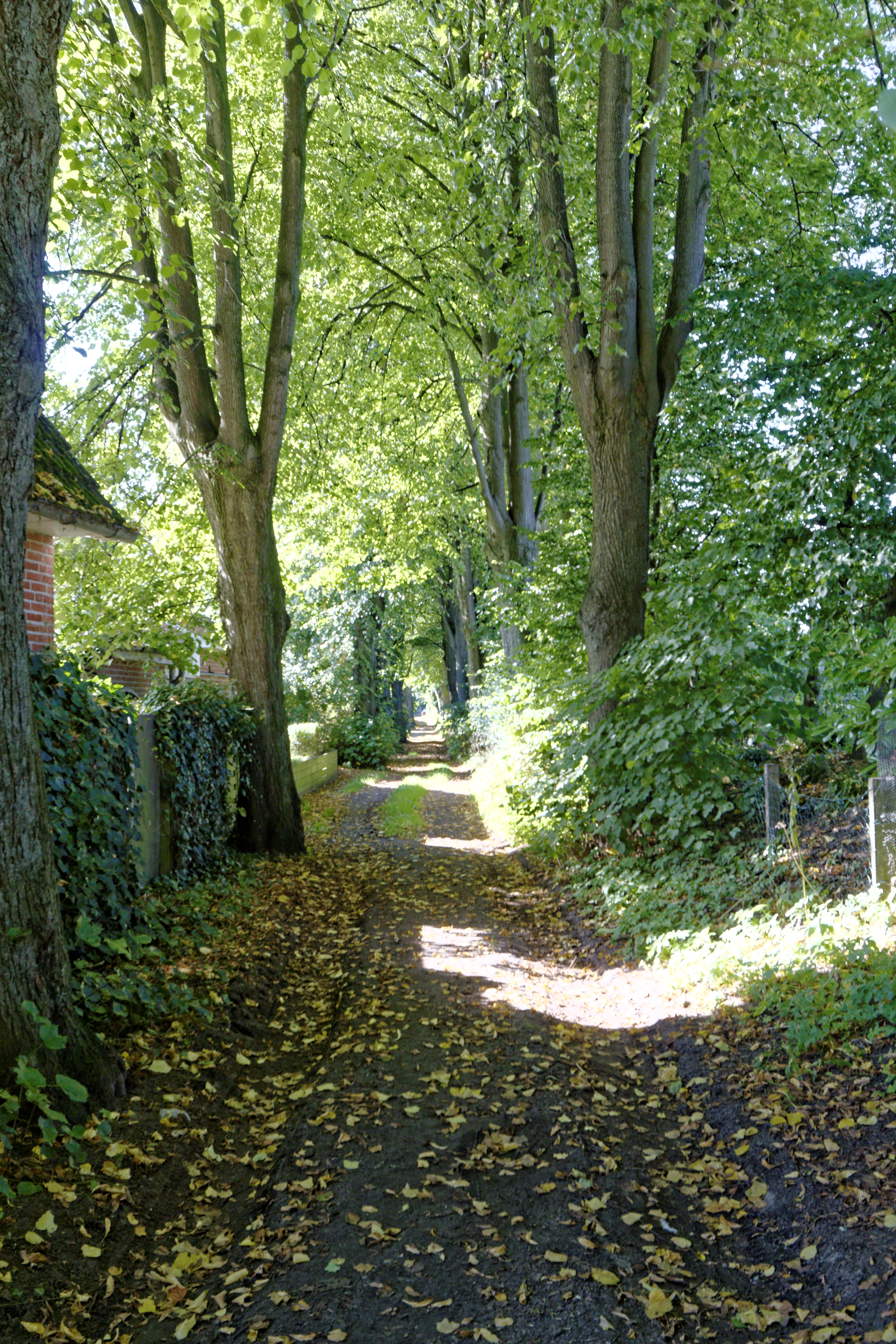
Zufahrtsweg zum Friedhof, Am Judenfriedhof

1695 erließ Christian V. ein Privileg, das Juden erlaubte, sich im Stadtteil Neuwerk der Stadt Rendsburg niederzulassen und ihnen freie Religionsausübung garantierte, dazu gehörte die Einrichtung eines Friedhofs. Das nötige Grundstück wurde ihnen vom Stadtkommandanten  zugewiesen, „einen Musketenschuß von den Festungsmauern entfernt“. Der Friedhof befindet sich in der heutigen Gemeinde Westerrönfeld etwa 1400 Meter außerhalb der Festung. Seit dem Bau des Nord-Ostsee-Kanals ist der direkte Weg von der Stadt zum Friedhof unterbrochen.
Nach 1850 wurde eine Allee von der Itzehoer Chaussee, der Hauptstraße von Rendsburg Richtung Süden, zum Friedhof angelegt. Der Friedhof wurde 1877 erweitert. Das Leichenhaus brannte 1854 ab und wurde danach erneuert.
1939 wurde der Friedhof ebenso wie die Synagoge von den nationalsozialistischen Behörden enteignet. Das Taharahaus wurde zerstört. Auf dem nicht belegten Teil wurde eine Schießbahn eines Schützenvereins angelegt.
Auf dem Friedhof sind etwa 1100 Personen bestattet. Noch etwa 200 Gräber sind erkennbar. Die 140 erhaltenen Grabsteine sind nicht mehr alle an ihrem Aufstellungsort.
Der Friedhof, die Grabsteine und der Zufahrtsweg sind in die Denkmalliste eingetragen.
Der Zugang zum Friedhof ist seit September 2020 nicht mehr möglich, da die Zuwegung in Privatbesitz ist und der Eigentümer diesen Weg gesperrt hat.